# Piedra Sola
Piedra Sola ist eine Ortschaft in Uruguay.

## Geographie
Sie befindet sich auf dem Gebiet der beiden Departamentos Paysandú und Tacuarembó in deren Sektor 6 bzw. Sektor 2. Piedra Sola liegt nordöstlich der Ortschaft Arbolito und südlich von Tambores in der Cuchilla de Haedo. Nördlich des Ortes entspringen der Arroyo Zapatero und der Arroyo Quillay. Nächstgelegene Ansiedlung in östlicher Richtung ist das in der Cuchilla de Aguará liegende Curtina.

## Geschichte
Am 15. Oktober 1963 wurde Piedra Sola durch das Gesetz Nr. 13.167 in den Status "Pueblo" erhoben.

## Infrastruktur
Piedra Sola liegt an der Bahnstrecke Paso de los Toros–Rivera.

## Einwohner
Für Piedra Sola wurden im Rahmen der Volkszählung im Jahr 2011 210 Einwohner gezählt, davon 101 männliche und 109 weibliche. 88 (41/47) lebten in Tacuarembó und 122 (60/62) in Paysandú. 2004 waren 211 Einwohner registriert (99 in Tacuarembó, 112 in Paysandú).
| Jahr | Einwohner |
| ---- | --------- |
| 1963 | 332       |
| 1975 | 324       |
| 1985 | 286       |
| 1996 | 240       |
| 2004 | 211       |
| 2011 | 210       |

Quelle: Instituto Nacional de Estadística de Uruguay